# 近藤信政
近藤 信政（こんどう のぶまさ、1983年2月10日 - ）は日本のミュージシャン、ギタリスト。元ロードオブメジャーのメンバー。広島県広島市出身。血液型はAB型。

## 人物
- ギターを始めたきっかけは親戚のおじちゃんがクラシックギターを弾いていて、ドレミファソラシドを教えてもらった。その後X JAPANを好きになり、エレキギターを購入。
- 最初に弾いた曲は「禁じられた遊び」、ロックではビートルズの「レット・イット・ビー」。
- 2016年一般女性との結婚を発表。
- 好きなギタリストとしてガンズ・アンド・ローゼズのスラッシュ、レイジ・アゲインスト・ザ・マシーンのトム・モレロを挙げている。

## 来歴
- ロードオブメジャー結成前は地元広島にてGRAIDのメンバーとして活動。
- 2002年4月23日 ロードオブメジャー結成。
- 2007年7月18日 ロードオブメジャー解散。
- 2007年jan9starを結成。
- 2009年jan9starを脱退。
- 2010年4月4日 バンド｢96BLOK｣を立ち上げる。
- 2014年声優の内田彩のライブでサポートギタリストとして参加。
- 2015年 元ロードオブメジャーの北川けんいちとライブ活動を行った。
- 2016年 8月28日二人ノリ ~二漕ぎ目~ 北川けんいち×近藤信政を開催。
- 2017年東京ビッグサイトで開催された三十路限定のイベント「三十路祭り1986-1987」に元ロードオブメジャーのボーカル、北川賢一と出演しロードオブメジャーの曲を演奏。
- 2019年CIRCLE JOINTというバンドにて活動開始。
- 2020年7月5日 自身のインスタライブに初めて上原彰兼がゲストで登場し、コラボ配信を行う。
- 2020年CIRCLE JOINTのメンバーであるドラムのU、ベースのTAKAと三寅を結成。
- 2021年長野県で活動している、ベリーダンスを軸にした創作舞踊団「白樺舞踊団」に三寅として「KO-DA-MA」を楽曲提供する。
- 2021年7月 CIRCLE JOINTを脱退した事を発表。
- 脱退後は三寅での活動や楽曲提供、サポートギタリストとして幅広く活動中。

2023年
- 2023年3月16日、TBS系列番組｢ラヴィット！｣に北川賢一と近藤信政がサプライズ生出演。ドラム、ベースのサポートメンバーを含む4人で｢大切なもの｣をフルコーラス生演奏。トレードマークの赤いモヒカンにFREEDOM CUSTOM GUITAR RESEARCHのギターで演奏する。

- 8月22日、2023年9月30日(土曜日)に茨城県で開催される大洗海上花火大会ふるさと納税フェスティバルに北川賢一と近藤信政が参加する事を発表。また、当日のバックバンドは近藤信政が現在活動している三寅のメンバーが担当する。

- 8月27日、上記で述べたイベントの告知を北川賢一と近藤信政と三寅メンバーでドラムのUがインスタライブでコラボ配信を行う。

## 使用機材

### ギター
[Freedom Custom Guitar Research / Nobumasa kondoモデル]
このギターはGibson Les Paul Customのスペックをベースに作成されたオリジナルギター。ロードオブメジャーのライブでは主にレギュラーチューニングの曲で使用していた。ロードオブメジャー解散後にEMGのピックアップを搭載していた時期もある。現在はFreedom Custom Guitar Researchの代表である深野氏の手巻きのピックアップを搭載しており、現在もメインギターとして使用している。ロードオブメジャー時代、このギターでレコーディングした曲は｢心絵｣、｢偶然という名の必然｣、｢ENERGY｣、｢PLAY THE GAME｣など、2ndアルバムでも使用。

[Gibson Les Paul Custom]
ロードオブメジャーに加入する前から使用しており、デビューから暫くして出力を上げるためにリアピックアップのカバーを外し、フレットもステンレス製に打ち換えてある。また2回のネック折れや、ピックアップのコイルが切れた事もある。ロードオブメジャーのライブでは主に半音下げチューニングの曲で使用していた。ロードオブメジャー初期の曲のレコーディング、2ndアルバムの曲｢風歌｣、｢その手に明日を｣、｢朝焼け｣、｢星空も月明かりも｣で使用。

[Gibson J-45]
通常のJ-45のサイド・バックはマホガニーであるが、所持しているモデルはサイド・バックがローズウッドとなっている。

[Gibson Les Paul Standard]
ロードオブメジャー初期のライブで使用。

[FENDER JAPAN Stratocaster]
1stアルバムのレコーディングで使用。

[Gibson Flying V]
ロードオブメジャーでテレビ番組の出演時に使用。

[Gibson Explorer]
ロードオブメジャーのライブで使用。

[SCHECTER]
ロードオブメジャー後期のライブで使用。

[Freedom Custom Guitar Research]
本人のオリジナルギターではないがロングスケールのギターであるため主にダウンチューニングの曲を作るときに使用。現在はインスタライブで使用してる姿が確認できる。

#### アンプ
ロードオブメジャー時代はMESA BOOGIE TRIPLE RECTIFIER(歪み用)とROLAND JC-120(クリーン用) を使用。また、Hughes&Kettnerのヘッド(歪み用)をサブ機としてセッティングしていた。解散後はOrange Rockerverb 100 MK II(歪み用)とROLAND JC-120(クリーン用)を使用している。

## 主な活動
- ロードオブメジャー時代はギターとバッキングコーラスをしていた。
- 2020年6月～は毎週月曜日21時からインスタライブをCIRCLE JOINTのメンバーであるドラムのU、ベースのTAKAと三寅というユニット名で1時間で1曲作るという配信を行っている。また、事前告知なしでインスタライブを行なう事もあり、たまに元ロードオブメジャーのボーカル北川賢一とコラボ配信を行なう事もある。
- 2020年～湘南ベルマーレフットサルクラブの藪内涼也選手のギター講師となりギターを教える。
- 2021年7月にCIRCLE JOINTを脱退した事を発表。それ以降の活動として上記で述べた三寅にて活動をし楽曲提供、サポートギタリストとして活動中。
- 2022年7月4日ロックアイドルユニットAdFicTioNのワンマンライブ｢AdFicTioN 4th OnemanLive@O-WEST｣にサポートギタリストとして参加。また、同ライブには元ロードオブメジャーの松本賢一もサポートベーシストとして参加。

### ライブ
- 『二人ノリ』　北川けんいち×近藤信政(2015年12月27日)
- 『二人ノリ』二漕ぎ目　北川けんいち×近藤信政

(2016年8月28日)